# Хмарский, Иван Дмитриевич
Иван Дмитриевич Хмарский (16 июля 1914, Пологи, Запорожская область — 2001, Ульяновск) — советский и российский литературовед, филолог, преподаватель высшей школы, профессор (1984), последний ректор Мелекесского государственного педагогического института.

## Биография
Родился 16 июля 1914 года в городе Пологи Запорожской области в семье крестьянина. Отец погиб в Первую мировую войну.
Окончил школу, учился в художественном училище, Запорожском химико-металлургическом техникуме. В 1934 году поступил в Московский государственный институт философии, литературы и истории имени Чернышевского, который окончил в 1939 году. В институте подружился с Александром Карагановым, с которым четыре года жил в одной комнате студенческого общежития. В 1939 году поступил в аспирантуру филологического факультета ИФЛИ. Но научной карьере помешала война — сначала советско-финская, затем Великая Отечественная.
В 1941 году участвовал в битве за Москву. Служил военным корреспондентом и литературным сотрудником газеты «Крылья Победы» в 24-й авиационной дивизии Брянского фронта, а с октября 1943 года — корреспондентом фронтовой газеты «Доблесть» 16-й воздушной армии 1-го Белорусского фронта.
В 1944 году получил направление в Москву для обучения в Военном институте иностранных языков Красной Армии. После обучения был направлен референтом советской военной администрации в Вене. С января по октябрь 1946 года служил помощником политсоветника посольства CCCP в Австрии. Демобилизовался в звании капитана.
C 1946 года работал заведующим американским отделом Всесоюзного общества культурных связей за границей (ВОКС).
В 1947 году сопровождал писателя Джона Стейнбека и фотографа Роберта Капу в поездке по СССР. В книге «Русский дневник», опубликованной в 1948 году, Стейнбек писал о нём:

Приятный маленький человечек, изучающий американскую литературу. Его знание английского было очень книжным. Порой срывались все его планы: за нами не приходили заказанные им машины, не улетали самолёты, на которые он брал нам билеты. И мы стали называть его «Кремлин гремлин».
В 1948 году был снят с должности и исключен из партии за отправку американскому профессору Зельману Ваксману, изобретателю стрептомицина, советского образца препарата против дифтерии.
В 1949 году переехал из Москвы в Мелекесс. Работал преподавателем немецкого и русского языков в мужской средней школе № 8 Мелекесса, директором средней школы № 3, деканом филологического факультета, ректором Мелекесского государственного педагогического института.
Защитил диссертацию на соискание ученой степени кандидата педагогических наук. Ему было присвоено ученое звание доцента.
В 1969 году на сцене Ульяновского областного драматического театра была поставлена его пьеса «Кактус».
После ликвидации Мелекесского государственного педагогического института в 1971 году был переведен на должность декана филологического факультета Ульяновского государственного педагогического института имени И. Н. Ульянова. С 1984 года был профессором института.
В 1989 году вышел на пенсию. Умер в 2001 году, похоронен на Ишеевском кладбище Ульяновска.
Награждён орденом Отечественной войны II степени, медалью «За оборону Сталинграда», «За победу над Германией в Великой Отечественной войне 1941—1945 гг.», медалью Жукова, медалями «50 лет Вооружённых Сил СССР», «70 лет Вооружённых Сил СССР» и всеми юбилейными медалями, а также знаком «Отличник народного просвещения СССР» (1985), медалями «За доблестный труд в ознаменование 100-летия со дня рождения В. И. Ленина» и «Ветеран труда».